# Arbouet-Sussaute
Arbouet-Sussaute település Franciaországban, Pyrénées-Atlantiques megyében. Lakosainak száma 312 fő (2022. január 1.). Arbouet-Sussaute Gabat, Abitain, Aïcirits-Camou-Suhast, Arbérats-Sillègue, Autevielle-Saint-Martin-Bideren, Domezain-Berraute, Ilharre és Osserain-Rivareyte községekkel határos.

## Népesség
A település népességének változása:
| Lakosok száma | 300  | 307  | 315  | 322  | 319  | 317  | 314  | 312  | 312  |
|               | 2013 | 2015 | 2016 | 2017 | 2018 | 2019 | 2020 | 2021 | 2022 |